# HAL Tejas
HAL Tejas je indický lehký víceúčelový taktický stíhací letoun 4. generace vyráběný státní společností Hindustan Aeronautics Limited (HAL). Letoun má dosáhnout počáteční operační způsobilosti do konce roku 2012, pro operační provoz má být schválen v roce 2013. Provozovat ho bude jak Indické letectvo, tak námořnictvo.

## Historie

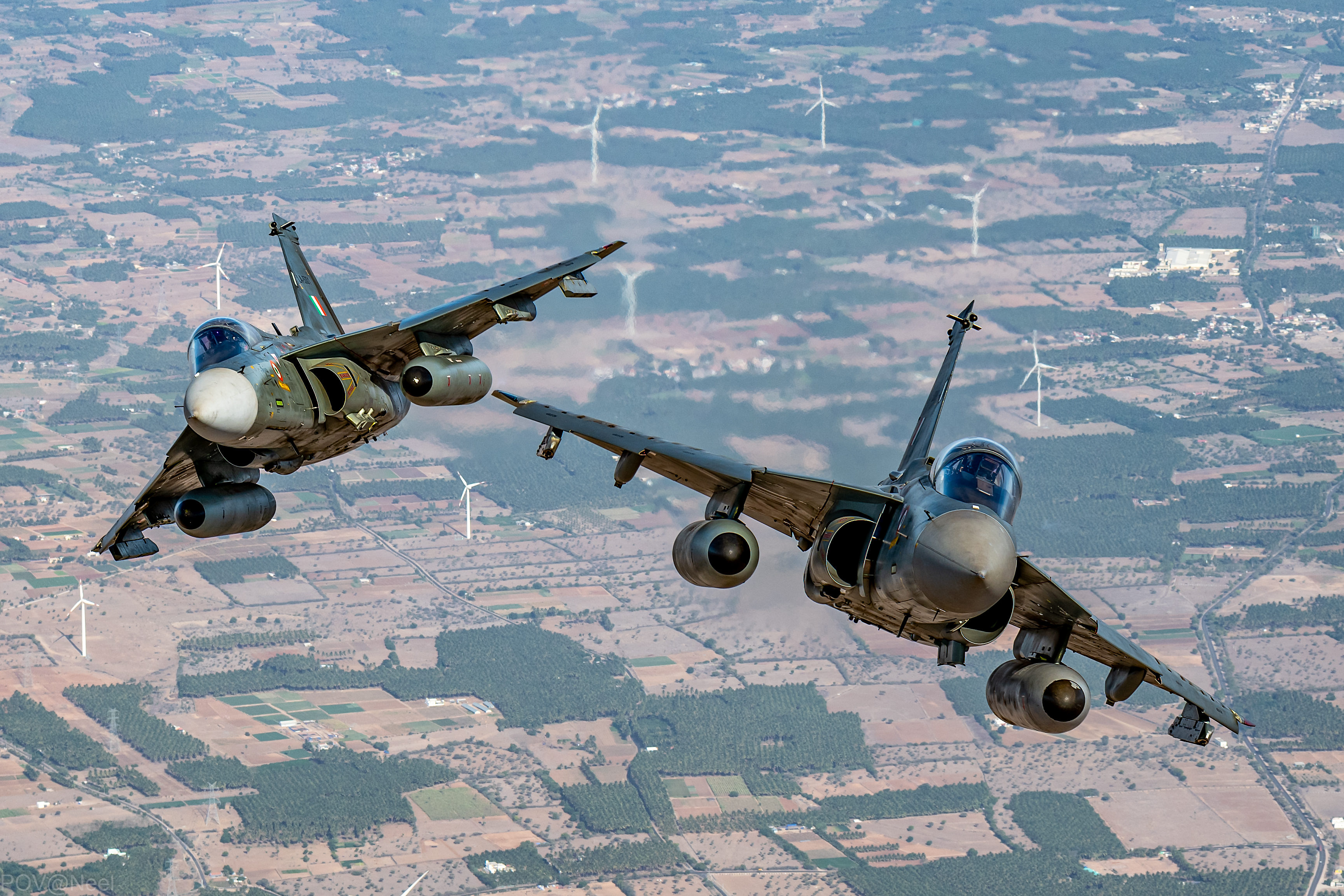
Předsériové letouny Tejas

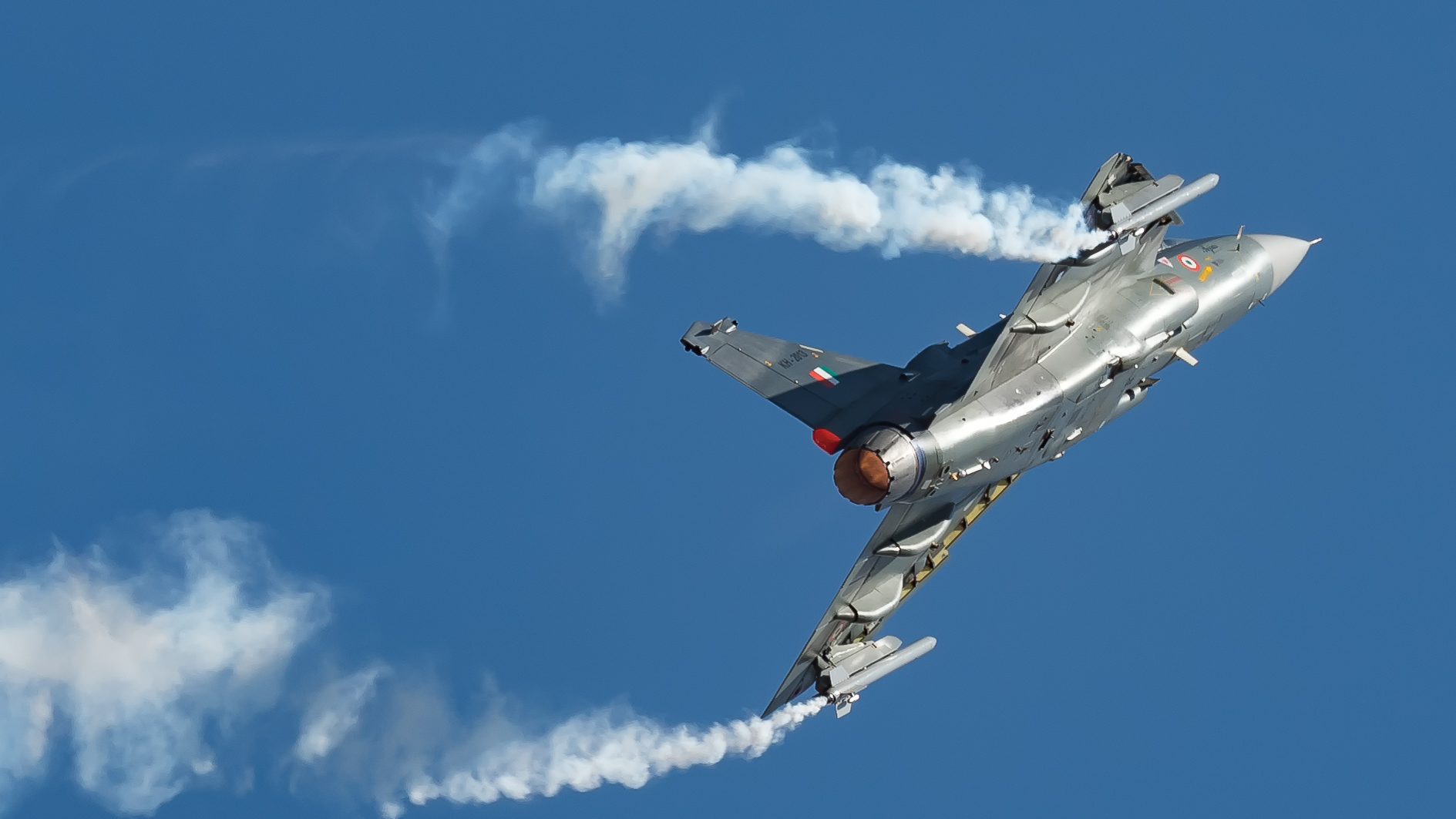
Tejas 2

Vznik letounu Tejas iniciovalo velení indických vzdušných sil založením programu Light Combat Aircraft (LCA), jehož první studie vznikly během roku 1983. V roce 1984 vznikla vládní výzkumná instituce Aeronautical Development Agency s podřízeností ministerstvu obrany, která dohlížela nad celým programem. Jejím průmyslovým partnerem se stal letecký výrobce HAL. Samotné specifikace požadovaného stroje přišly od velení vzdušných sil během října 1985. V roce 1990 byla zahájena stavba prvního technologického demonstrátoru TD1 (sér. č. KH2001), který absolvoval roll-out 17. listopadu 1995. První let provedl pplk. Rajiv Kothiyal až 4. ledna 2001.
Druhý prototyp TD2 (KH2002) zahájil letové testy 6. června 2002, čímž byla završena první vývojová fáze programu LCA. Demonstrátory poháněl dvouproudový motor General Electric F404-GE-F2J3 s tahem 80,1 kN. Další etapou ve vývoji letounu Tejas se stala fáze s označením Prototype Vehicle, která předpokládala vznik pěti létajících prototypů pro zkušební účely. Nakonec vznikly pouze čtyři exempláře, které bez výraznějších změn navázaly na předešlé dva demonstrátory. V jejich draku však bylo ve větší míře použito kompozitních materiálů místo lehkých hliníkových slitin. První letoun PV1 (KH2003) měl v továrně HAL v Bangalore slavnostní roll-out 4. května 2003, 25. listopadu téhož roku byl zalétán. Stroj PV2 (KH2004) absolvoval vzdušnou premiéru 1. prosince 2005, PV3 (KH2005) pak 1. prosince 2006. Dvousedadlový PV5 (KH-T2009) určený pro cvičné účely poprvé vzlétl 26. listopadu 2009.
Již během zkoušek demonstrátorů a prototypů velení indických vzdušných sil objednalo u agentury ADA a společnosti HAL stavbu osmi předsériových Tejasů s označením LSP (Limited Serial Production). První stroj této řady, LSP1 (KH2011), byl úspěšně zalétán 25. dubna 2007. Dne 16. června 2008 vzlétl LSP2 (KH2012) následovaný LSP3 se záletem 2. června 2010. Stejně jako LSP4 měl již co nejvhodnější konstrukci pro sériovou výrobu. Další dva předsériové Tejasy LSP5 a LSP6 byly určeny ke zlepšení letových vlastností, LSP7 (KH2017) zalétaný v březnu 2012 a LSP8 (KH2018) s prvním vzletem 31. března 2013 si vyhradilo Indické letectvo pro své vlastní zkušební účely. 

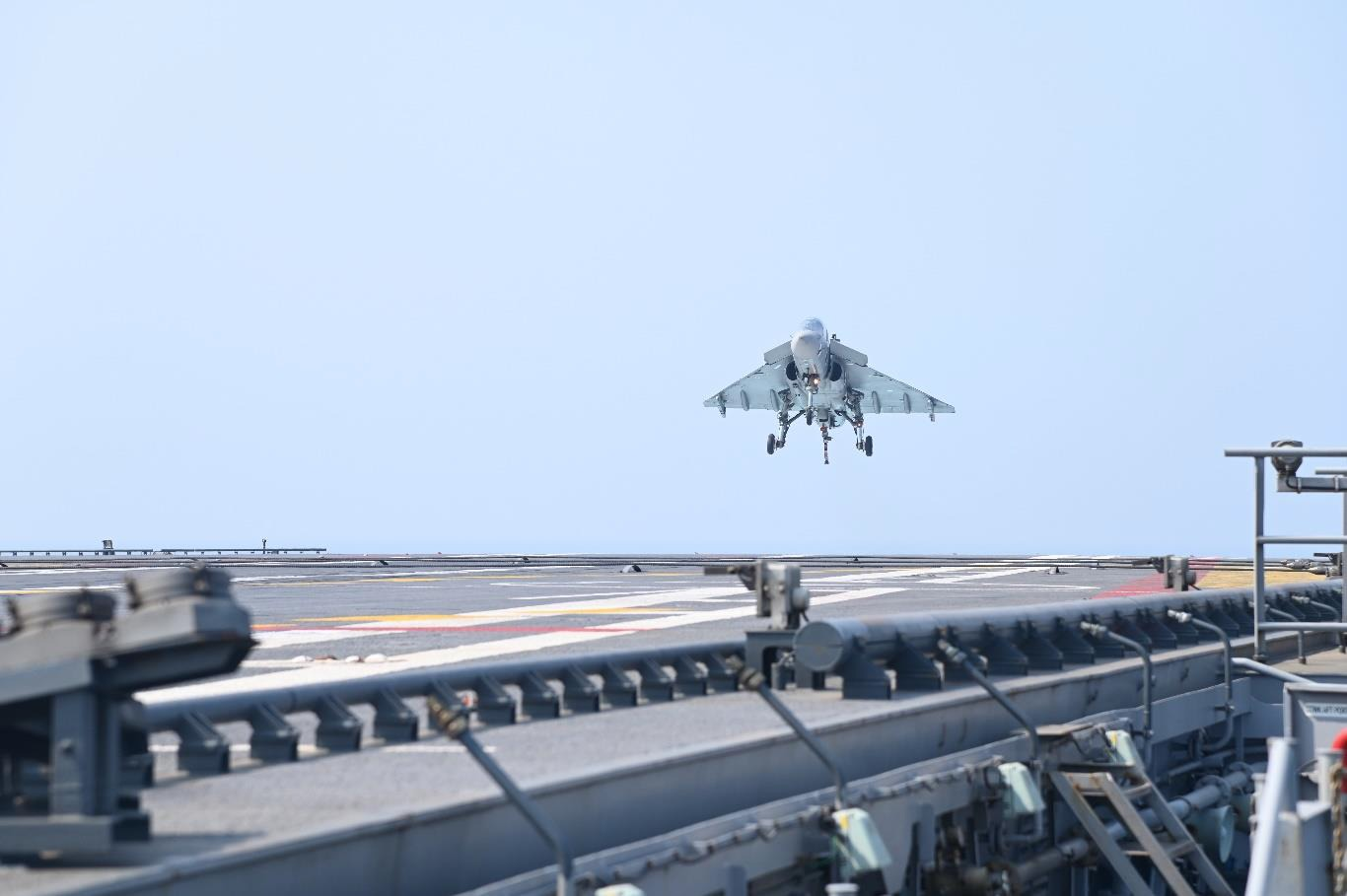
Námořní verze letounu Tejas během prvního přistání na indické letadlové lodi INS Vikrant

Během července 2010 byl během roll-outu představen Tejas NP1 (KH-T3001, Navy Prototype), vyvíjený pro Indické námořnictvo v programu Naval LCA (N-LCA). Odvozen byl z dvousedadlového prototypu PV5 s využitím zesíleného draku, zvýšeným podvozkem a záchytným hákem. Zalétán byl 27. dubna 2012.
Dodání prvních sériových kusů bylo očekáváno na počátku roku 2011. Indické letectvo doposud objednalo 160 jednomístných stíhacích letounů a 20 dvoumístných letounů ve cvičné verzi. Vývoj palubní verze letounu, určena pro indické letadlové lodě, stále probíhá. Zkoušky na letadlové lodi mají být zahájeny někdy v roce 2013. Letové testy se střelami Vympel R-73 byly úspěšně dokončeny na konci roku 2010. Zbraňové zkoušky letoun dokončil na konci června 2012.
První zkušební přistání a start palubní verze letounu Tejas proběhly 11. ledna 2020 na letadlové lodi INS Vikramaditya. Dne 6. února 2023 palubní letoun Tejas poprvé přistál na palubě nové indické letadlové lodě INS Vikrant.

## Konstrukce

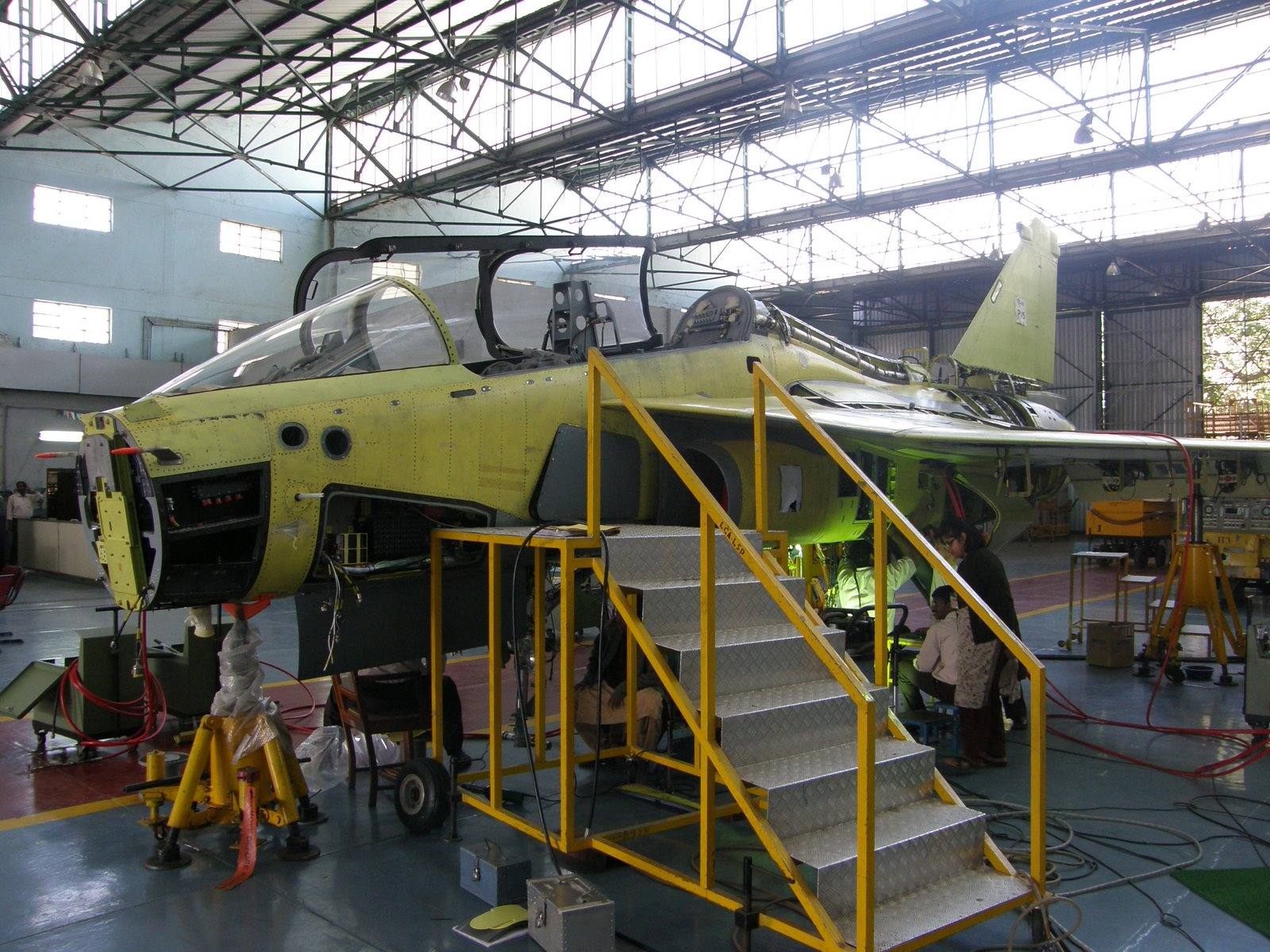
Výroba stroje ve cvičné verzi

Jedná se o jednomístný jednomotorový bezocasý středoplošník s deltakřídlem. Řízení letounu zajišťuje elektroimpulzní systém Fly-by-wire, digitální řízení FADEC pak ovládá chod proudového motoru. Námořní verze letounu má nižší přistávací rychlost a je vybavena přistávacím hákem. Ve skleněném kokpitu je jeden průhledový displej (HUD) a tři multifunkční displeje (MFD) se zobrazovací plochou 127 × 127 mm na přístrojové desce. Celý kokpit je plně kompatibilní s přístroji nočního vidění NVG. Navigaci zajišťuje kombinovaný satelitní/inerciální systém GPS/INS, doplněný o funkci varování před srážkou s terénem, a systém pro přesné přístrojové přistání (ILS). Pilot má k dispozici vystřelovací sedadlo Martin-Baker Mk.16LG. Hlavňovou výzbroj tvoří dvouhlavňový 23mm kanón GŠ-23. Na osmi podvěsech, z nichž dva jsou pod trupem, může nést širokou škálu výzbroje – protiletadlových řízených střel Astra BVRAAM, Derby, Vympel R-77 či Vympel R-73, protizemních střel Ch-59, protilodních střel Ch-35, neřízených střel či pum SPICE. Palubní radiolokátor je typu ELM-2032 od izraelské společnosti Elta.

## Nasazení
První operační jednotkou s šestnácti letouny Tejas Mk.1 se stala No.45 Squadron „Flying Daggers“ reaktivovaná k 1. červenci 2016. První dva roky v rámci přezbrojování a školení personálu působila z továrního letiště HAL v Bangalore v indickém státě Karnátaka. Od 1. června 2018 byla jednotka přesunuta na svou stálou základnu Sulur ve státě Tamil Nadu. Dne 27. května 2020 zde byla oficiálně založena i druhá operační No.18 Squadron „Flying Bullets“ se stroji Tejas.

## Specifikace HAL Tejas

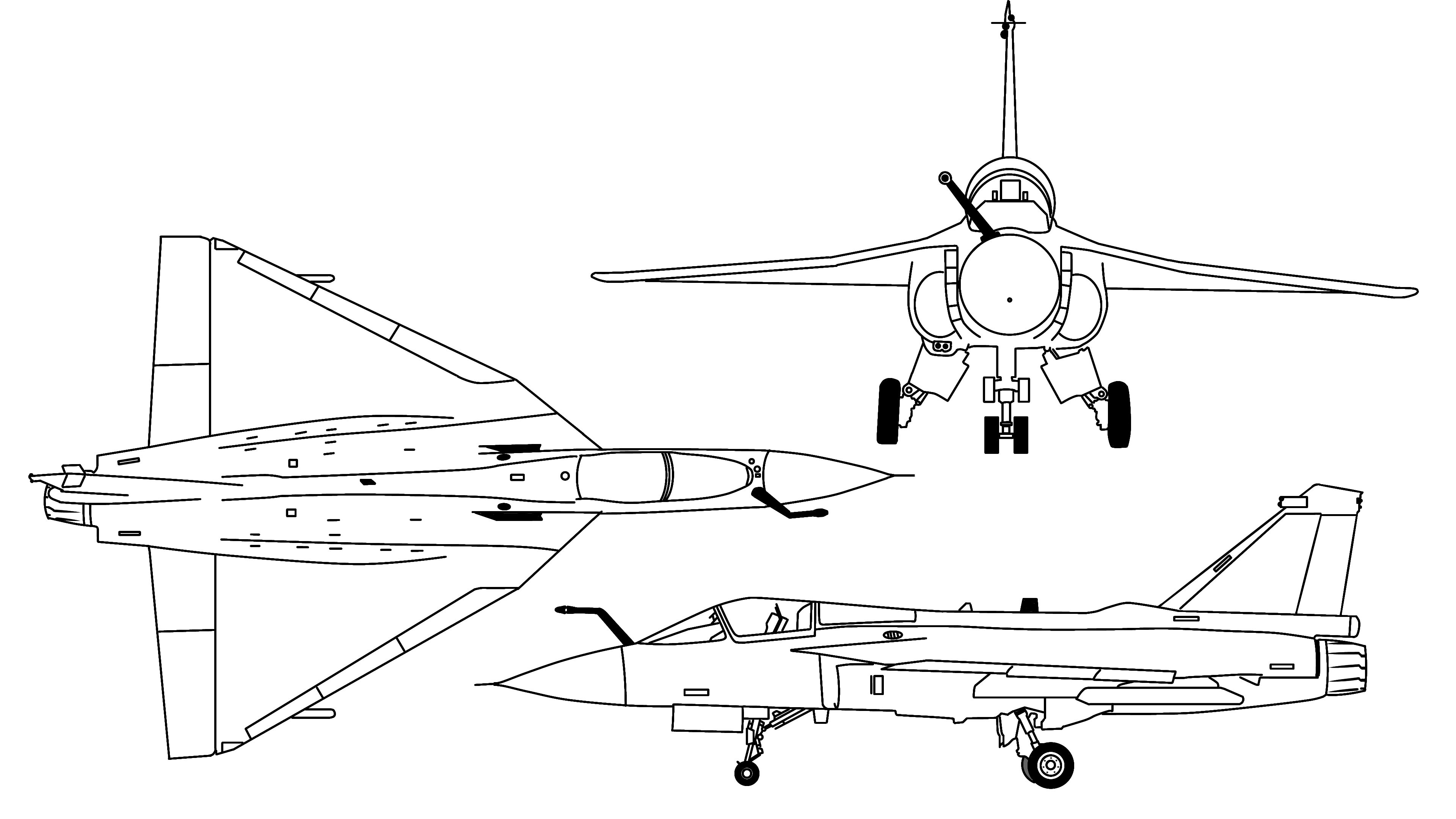
Třípohledový nákres Tejasu Mk.1A

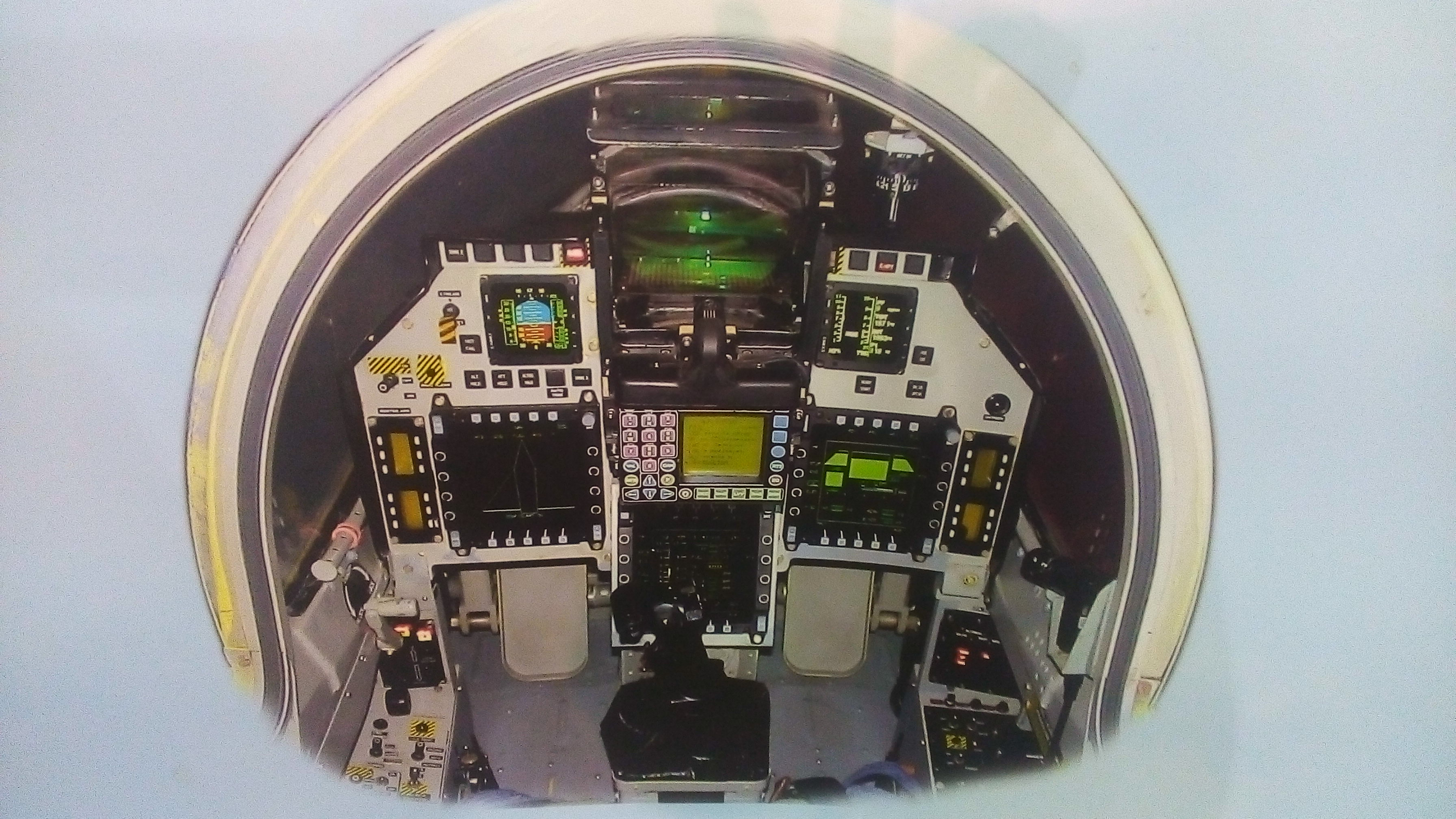
Kokpit letounu HAL Tejas

### Technické údaje
- Osádka: 1-2
- Délka: 13,2 m
- Rozpětí: 8,2 m
- Výška: 4,4 m (námořní 4,52 m)
- Nosná plocha : 38,4
- Hmotnost prázdného stroje: 6540 kg (7200 kg)
- Vzletová hmotnost: 9800 kg (13 500)
- Užitečné zatížení: 3650 kg
- Maximální vzletová hmotnost: 12 500 kg
- Pohonná jednotka: 1 × dvouproudový motor General Electric F404-GE-IN20
  - Suchý tah: 53,9 kN
  - Tah s forsáží: 85 kN

### Výkony
- Maximální rychlost: 1,8 M
- Dolet: 2000 km
- Dostup: 15 000 m

### Výzbroj
- Kanony: 1× 23mm dvouhlavňový kanón GŠ-23
- Max. náklad munice: ? kg na osmi podvěsech